# Họ đã chiến đấu vì Tổ quốc
Họ đã chiến đấu vì Tổ quốc (tiếng Nga: Они сражались за Родину | Oni srajalis' za Rodinu) là một cuốn tiểu thuyết khai thác đề tài cuộc Chiến tranh Vệ quốc của nhà văn Mikhail Sholokhov. Tác phẩm được viết trong những năm 1942-1944, 1949 và 1969, tuy nhiên, tập bản thảo đã bị đốt cháy ngay trước khi nhà văn qua đời. Hiện nay, tác phẩm chỉ còn lại vài chương rời rạc.

## Nội dung

### Nhân vật
- Ivan Stepanovich Zvyagintsev
- Pyotr Fedotovich Lopakhin
- Nikolai Semyonovich Streltsov

## Chuyển thể
- Họ đã chiến đấu vì Tổ quốc (phim, 1975)